# Friedrichweiler
Friedrichweiler (en sarrois Fridrischweiler) est un ortsteil de Wadgassen, en Sarre.

## Toponymie
- Frederich-Veiller (1802)[1], Fridricksweiler (1802)[2].

## Histoire
Ancienne commune indépendante avant le 1er janvier 1974.

## Lieux et monuments

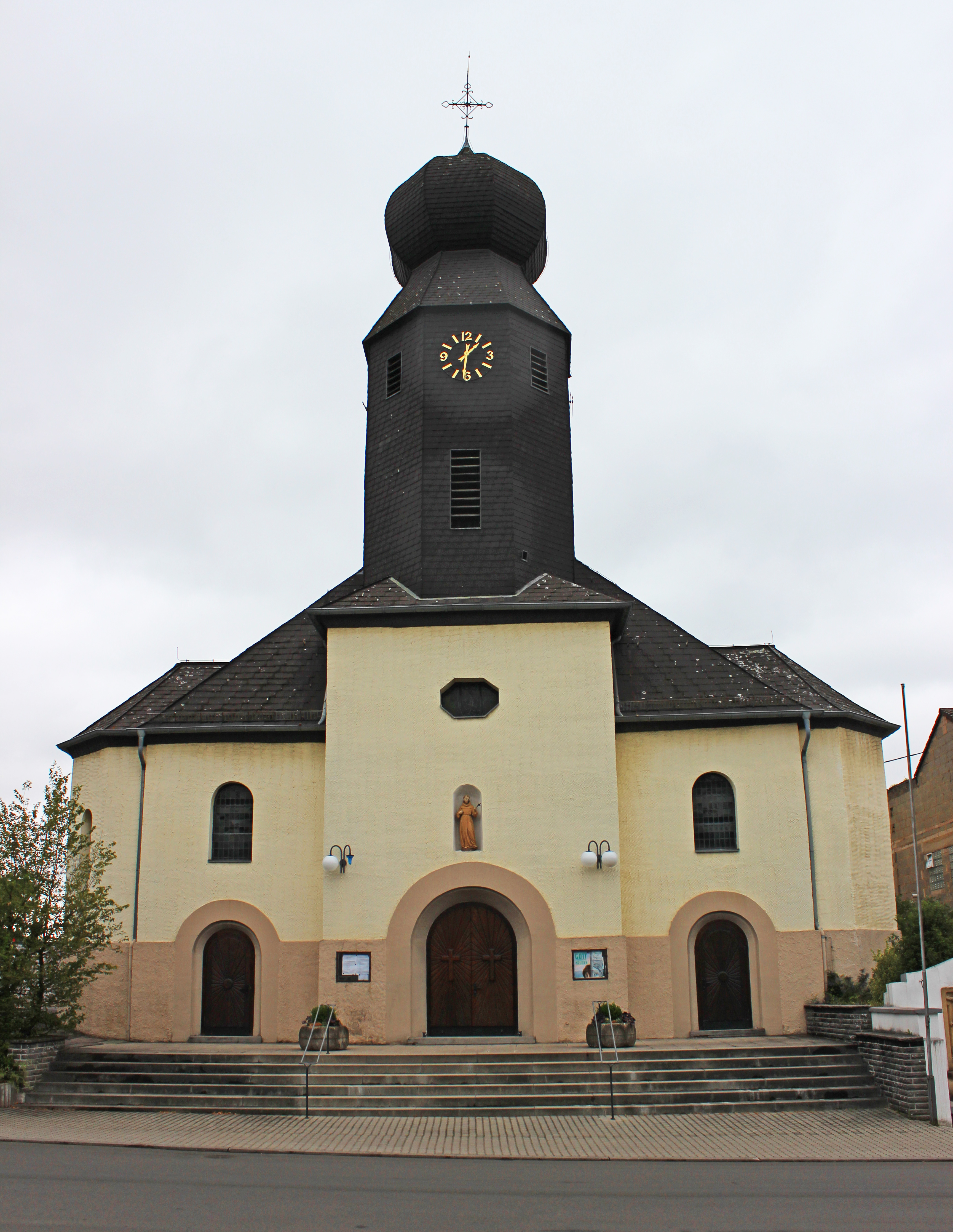
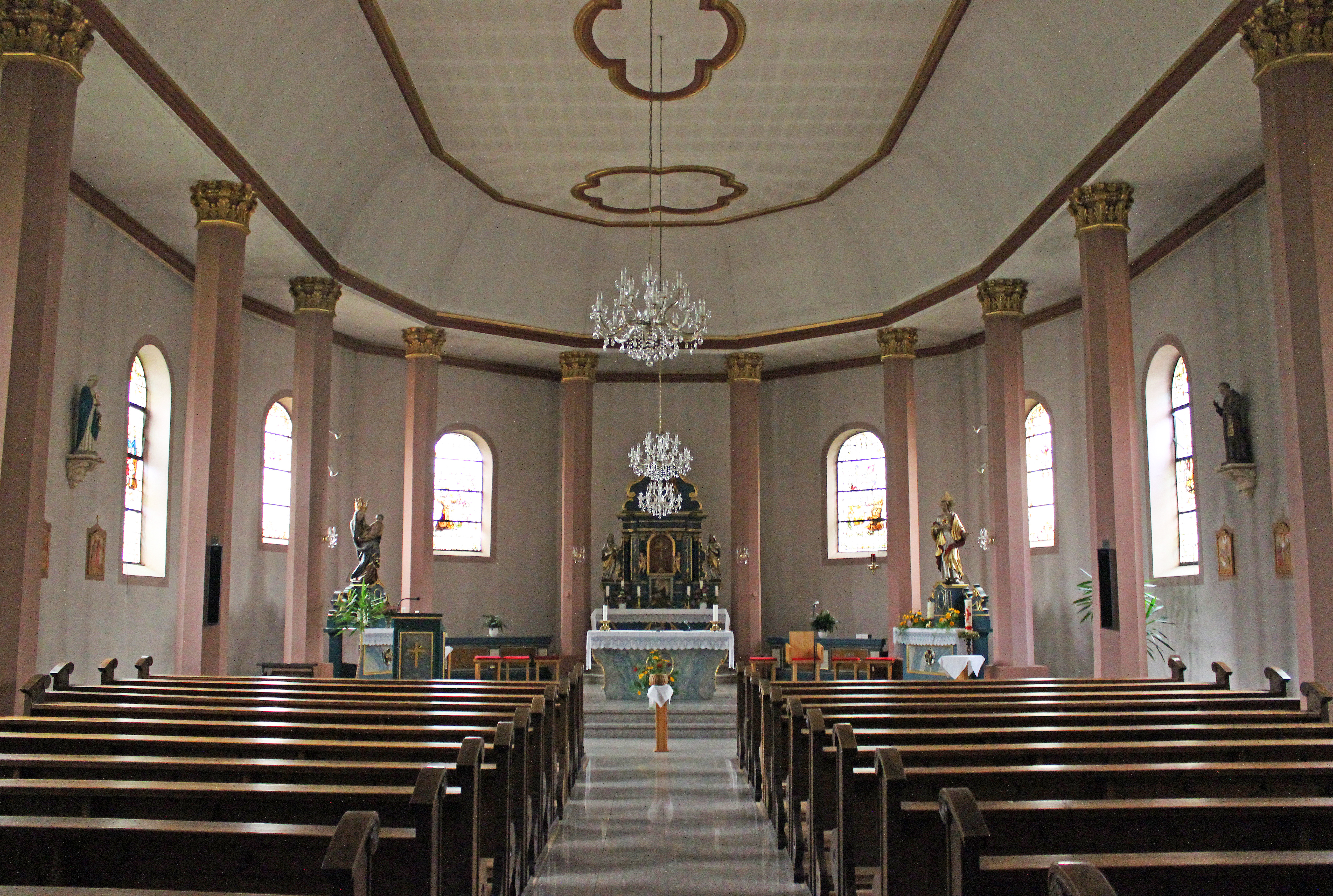